# Nowy Dwór Prudnicki
Nowy Dwór Prudnicki (niem. Neuhof) – wieś w Polsce położona w województwie opolskim, w powiecie krapkowickim, w gminie Krapkowice. Historycznie leży na Górnym Śląsku, na ziemi prudnickiej. Położona jest na terenie Kotliny Raciborskiej, będącej częścią Niziny Śląskiej.
W latach 1945–1954 miejscowość należała do gminy Kórnica w powiecie prudnickim. W latach 1975–1998 miejscowość należała administracyjnie do ówczesnego województwa opolskiego.
Według danych na 2022 wieś była zamieszkana przez 124 osoby.

## Geografia
Wieś jest położona w południowo-zachodniej Polsce, w województwie opolskim, około 14 km od granicy z Czechami, w zachodniej części Kotliny Raciborskiej, tuż przy granicy gminy Krapkowice z gminą Głogówek (powiat prudnicki). Należy do Euroregionu Pradziad. Prowadzi przez nią droga z Głogówka do Żywocic.

## Nazwa
Nazwa miejscowości pochodzi od słowa „dwór”, co oznaczało majątek rolny lub folwark. Przymiotnik „Prudnicki” świadczy o położeniu wsi na ziemi prudnickiej i o jej przynależności do powiatu prudnickiego. Wieś po raz pierwszy wzmiankowana w kościelnych dokumentach z Głogówka w 1688 jako novo pago. W wydanej we Wrocławiu w 1845 topografii Śląska odnotowano dwie nazwy miejscowości: niemiecką Neuhof oraz polską Nowy Dwór.
W Spisie miejscowości województwa śląsko-dąbrowskiego łącznie z obszarem ziem odzyskanych Śląska Opolskiego wydanym w Katowicach w 1946 wieś wymieniona jest pod polską nazwą Nowy Dwór. 15 marca 1947 r. nadano miejscowości, wówczas administracyjnie należącej do powiatu prudnickiego, nazwę Nowy Dwór Prudnicki.
W gwarze prudnickiej wieś nazywana bywa Nowidwor.

## Historia
Nie istnieją dokumenty historyczne dotyczące założenia wsi. W urbarzu dóbr zamku w Głogówku z 1635 znajduje się wzmianka o „dużym i pięknym kawałku ziemi dworskiej o nazwie Kopanina” (niem. großen und schönen Stück herrschaftlichen Acker mit dem Namen Kopanina) na północ od Rzepcza, przy granicy z Kórnicą, gdzie planowano budowę folwarku, w którym chowane miały być owce i bydło. Gospodarstwo te zostało wzniesione przez hrabiego Oppersdorffa z Głogówka w pierwszych dekadach po zakończeniu wojny trzydziestoletniej (po 1648).
Związany z Rzepczem folwark rozwinął się wraz z sąsiadującą z nim osadą zagrodników pod koniec XVII wieku. Najstarsza wzmianka o Nowym Dworze Prudnickim w kościelnych dokumentach z Głogówka pochodzi z 1688 (wieś występuje tam jako novo pago). W pobliżu folwarku osiedlały się rodziny zagrodników, którzy otrzymywali od Oppersdorffów działki pod budowę swoich domów, stajni i stodół. Każda rodzina otrzymywała działkę o powierzchni około 8 morgów. W zamian byli zobowiązani płacić określoną kwotę pieniędzy każdego roku.
Do 1742 wieś należała do powiatu sądowego głogóweckiego w Monarchii Habsburgów. Po I wojnie śląskiej znalazła się w granicach Królestwa Prus i weszła w skład powiatu prudnickiego w prowincji Śląsk.

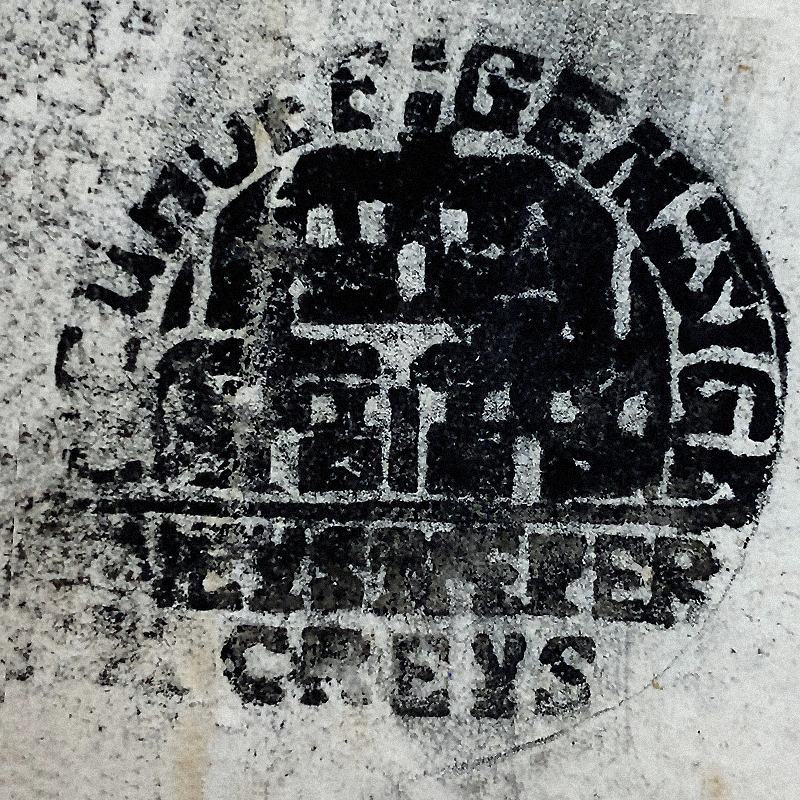
Pieczęć Nowego Dworu Prudnickiego (1859)

W początkowym okresie istnienia osady, w Nowym Dworze Prudnickim mieszkało zaledwie kilka rodzin. W połowie XVIII wieku wymienione zostały nazwiska rodowe mieszkańców: Grella, Heinsch, Janocha, Jokel, Kupstein, Larisch, Malek, Malurni, Masik, Masur, Owczarek, Pohl, Rothkegel, Smarzly i Trünck. Łącznie mieszkały tu 22 rodziny. Nazwiska Grella, Heinsch, Janocha, Larisch, Malek i Rothkegel występowały też w połowie XX wieku. Związana z Rzepczem osada należała do parafii św. Bartłomieja w Głogówku, jej mieszkańcy chowani byli na cmentarzu w Rzepczu, dzieci uczęszczały do szkoły w Kórnicy.

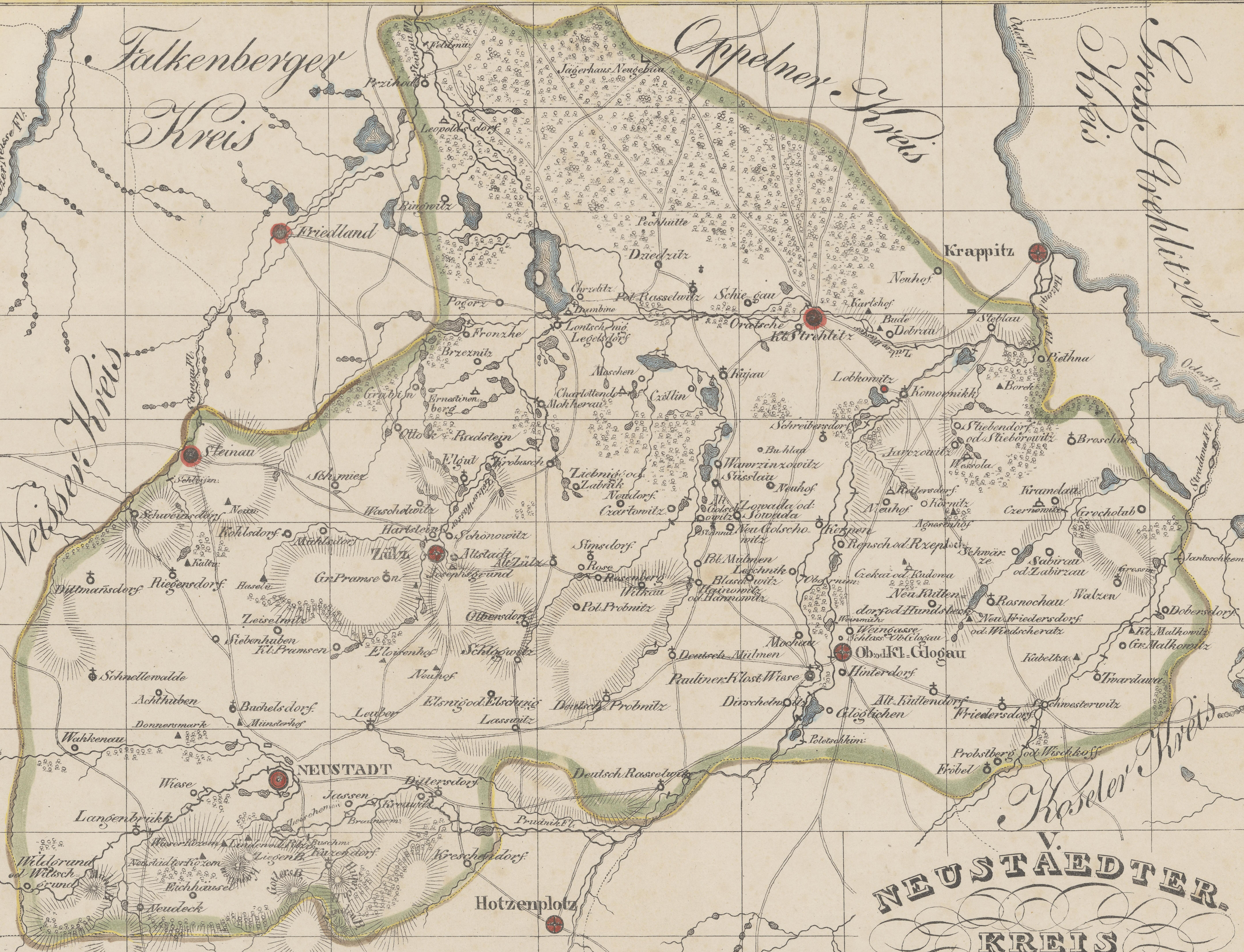
Nowy Dwór Prudnicki (Neuhof) wśród miejscowości ziemi prudnickiej na mapie z XIX wieku

Pod koniec XVIII wieku w Nowym Dworze Prudnickim osiedliły się dwie rodziny chałupników. Do 1819 liczba chałupników wzrosła do siedmiu, przybył także jeden zagrodnik. W październiku 1831 na ziemi prudnickiej rozpoczęła się epidemia cholery. Od października do listopada pochłonęła ona 2 mieszkańców Nowego Dworu Prudnickiego. W 1845 wieś liczyła 33 domy, w których mieszkały 202 osoby. Wszyscy mieszkańcy byli katolikami. W Nowym Dworze Prudnickim znajdowała się karczma rodziny Larisch, kuźnia, a także handlarze. Wieś posiadała swoją własną pieczęć, która przedstawiała w polu budynek (dwór), a w otoku napis: NEUHOFF: GEM: SIGL / NEYSTAETER CREYS (pol. Gmina Nowy Dwór Prudnicki / Powiat Prudnicki). Około 1864 miejscowość została podzielona na domenę i wieś.

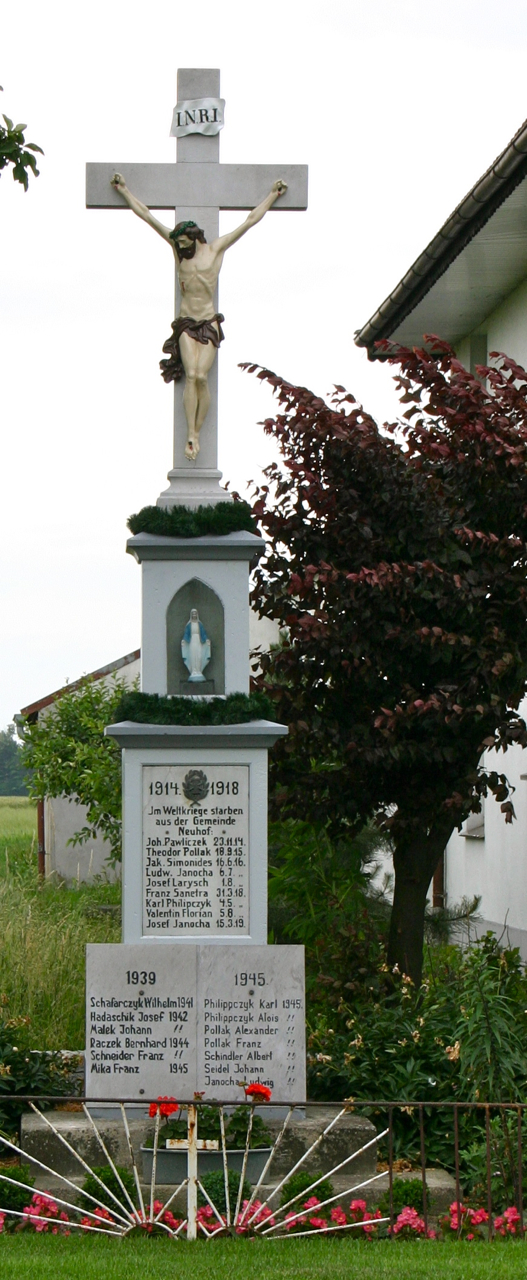
Pomnik poległych w I i II wojnie światowej

Na początku XX wieku w Nowym Dworze Prudnickim mieszkało 220 katolików, z czego 37 utrzymywało się z pracy w majątku Oppersdorffów. Według spisu ludności z 1 grudnia 1910, na 200 mieszkańców Nowego Dworu Prudnickiego wszyscy posługiwali się językiem polskim. W wyborach parlamentarnych w Republice Weimarskiej w 1919 najwięcej głosów w Nowym Dworze Prudnickim zdobyli chrześcijańscy demokraci.
W 1921 w zasięgu plebiscytu na Górnym Śląsku znalazła się tylko część powiatu prudnickiego. Nowy Dwór Prudnicki znalazł się po stronie wschodniej, w obszarze objętym plebiscytem. Do głosowania uprawnione były w Nowym Dworze Prudnickim 142 osoby, z czego 118, ok. 83,1%, stanowili mieszkańcy (w tym 116, ok. 81,7% całości, mieszkańcy urodzeni w miejscowości). Oddano 133 głosy (ok. 93,7% uprawnionych), w tym 133 (100%) ważne; za Niemcami głosowało 66 osób (ok. 49,6%), a za Polską 67 osób (ok. 50,4%). W latach 20. XX wieku w Nowym Dworze Prudnickim powstał pomnik upamiętniający mieszkańców wsi, którzy zginęli podczas I wojny światowej (rozbudowany po II wojnie światowej). W 1928 wieś miała 203 mieszkańców (41 rodzin).
Żołnierze radzieccy, którzy w 1945 wkroczyli do Nowego Dworu Prudnickiego w drodze na Prudnik podczas operacji górnośląskiej, zniszczyli drewnianą sygnaturkę z dzwonkiem znajdującą się na skrzyżowaniu we wsi.
Po II wojnie światowej, od marca do maja 1945 powiat prudnicki znajdował się pod kontrolą radzieckiej komendantury wojskowej. 11 maja 1945 polska administracja przejęła władzę cywilną w powiecie prudnickim. Sołtysem wsi został Emanuel Styra. Mieszkańcom Nowego Dworu Prudnickiego, posługującym się dialektem śląskim bądź znającym język polski, pozwolono pozostać we wsi po otrzymaniu polskiego obywatelstwa.
W latach 1945–1950 Nowy Dwór Prudnicki należał do województwa śląskiego, a od 1950 do województwa opolskiego. W latach 1945–1954 wieś należała do gminy Kórnica, a w latach 1954–1972 do gromady Kórnica. Podlegała urzędowi pocztowemu w Głogówku.
Do 1956 roku Nowy Dwór Prudnicki należał do powiatu prudnickiego. W związku z reformą administracyjną, w 1956 Nowy Dwór Prudnicki został odłączony od powiatu prudnickiego i przyłączony do nowo utworzonego krapkowickiego.
W 1949 we wsi znajdował się kotlarz. W 1950 we wsi wzniesiono kaplicę świętych Jana i Pawła. W 1989 zbudowano świetlicę wiejską. W 1994 Nowy Dwór Prudnicki został zwodociągowany, a w 1995 doprowadzono do niego linię telefoniczną.

### Przynależność państwowa i administracyjna
| Okres     |                                                                                | Państwo               | Zwierzchnictwo               | Jednostka administracyjna                                                |
| --------- | ------------------------------------------------------------------------------ | --------------------- | ---------------------------- | ------------------------------------------------------------------------ |
| 1688–1742 | Monarchia Habsburgów                                                           | Monarchia Habsburgów  | Święte Cesarstwo Rzymskie    | księstwo opolsko-raciborskie, powiat sądowy głogówecki                   |
| 1742–1806 |                                                                                | Królestwo Prus        | Święte Cesarstwo Rzymskie    | kamera wrocławska, departament wrocławski, powiat prudnicki              |
| 1806–1815 |                                                                                | Królestwo Prus        | Królestwo Prus               | kamera wrocławska, departament wrocławski, powiat prudnicki              |
| 1815–1871 | prowincja Śląsk, rejencja opolska, powiat prudnicki                            | Królestwo Prus        | Królestwo Prus               |                                                                          |
| 1871–1918 | Cesarstwo Niemieckie                                                           | Cesarstwo Niemieckie  | Cesarstwo Niemieckie         | Królestwo Prus, prowincja Śląsk, rejencja opolska, powiat prudnicki      |
| 1918–1919 |                                                                                | Republika Weimarska   | Republika Weimarska          | Wolne Państwo Prusy, prowincja Śląsk, rejencja opolska, powiat prudnicki |
| 1919–1933 | Wolne Państwo Prusy, prowincja Górny Śląsk, rejencja opolska, powiat prudnicki | Republika Weimarska   | Republika Weimarska          |                                                                          |
| 1933–1938 | Wolne Państwo Prusy, prowincja Górny Śląsk, rejencja opolska, powiat prudnicki | III Rzesza            | III Rzesza                   | III Rzesza                                                               |
| 1938–1941 | Wolne Państwo Prusy, prowincja Śląsk, rejencja opolska, powiat prudnicki       | III Rzesza            | III Rzesza                   | III Rzesza                                                               |
| 1941–1945 | Wolne Państwo Prusy, prowincja Górny Śląsk, rejencja opolska, powiat prudnicki | III Rzesza            | III Rzesza                   | III Rzesza                                                               |
| 1945–1946 |                                                                                | Rzeczpospolita Polska | Rzeczpospolita Polska        | Okręg I (Śląsk Opolski)                                                  |
| 1946–1950 | województwo śląskie, powiat prudnicki, gmina Kórnica                           | Rzeczpospolita Polska | Rzeczpospolita Polska        |                                                                          |
| 1950–1952 | województwo opolskie, powiat prudnicki, gmina Kórnica                          | Rzeczpospolita Polska | Rzeczpospolita Polska        |                                                                          |
| 1952–1954 | województwo opolskie, powiat prudnicki, gmina Kórnica                          |                       | Polska Rzeczpospolita Ludowa | Polska Rzeczpospolita Ludowa                                             |
| 1954–1956 | województwo opolskie, powiat prudnicki, gromada Kórnica                        |                       | Polska Rzeczpospolita Ludowa | Polska Rzeczpospolita Ludowa                                             |
| 1956–1973 | województwo opolskie, powiat krapkowicki, gromada Kórnica                      |                       | Polska Rzeczpospolita Ludowa | Polska Rzeczpospolita Ludowa                                             |
| 1973–1975 | województwo opolskie, powiat krapkowicki, gmina Krapkowice                     |                       | Polska Rzeczpospolita Ludowa | Polska Rzeczpospolita Ludowa                                             |
| 1975–1989 | województwo opolskie, gmina Krapkowice                                         |                       | Polska Rzeczpospolita Ludowa | Polska Rzeczpospolita Ludowa                                             |
| 1989–1998 | województwo opolskie, gmina Krapkowice                                         | Polska                | Rzeczpospolita Polska        | Rzeczpospolita Polska                                                    |
| od 1999   | województwo opolskie, powiat krapkowicki, gmina Krapkowice                     | Polska                | Rzeczpospolita Polska        | Rzeczpospolita Polska                                                    |

## Mieszkańcy
Miejscowość zamieszkiwana jest przez mniejszość niemiecką oraz Ślązaków. Mieszkańcy wsi posługują się gwarą prudnicką, będącą odmianą dialektu śląskiego. Należą do podgrupy gwarowej nazywanej Kamiyniołrzy.

### Liczba mieszkańców wsi
- 1845 – 202[14]
- 1871 – 253[29]
- 1885 – 214[30]
- 1905 – 220[31]
- 1910 – 200[18]
- 1933 – 185[32]
- 1939 – 190[32]
- 1966 – 170[33]
- 1998 – 139[34]
- 2002 – 144[34]
- 2009 – 140[34]
- 2011 – 135[34]
- 2021 – 124[34]

## Gospodarka
We wsi znajduje się gospodarstwo rolne.

## Transport
Przez Nowy Dwór Prudnicki przebiega droga wojewódzka
- Racibórz – Krapkowice

## Kultura
We wsi znajduje się kaplica wiejska, wzniesiona w 1989. W kaplicy w Nowym Dworze Prudnickim umieszczana jest „korona” upleciona z kłosów zboża, którą według zwyczaju co roku plotą mieszkańcy Rzepcza lub Nowego Dworu Prudnickiego. Po czasie zostaje przeniesiona do miejscowej świetlicy. Wybrani absolwenci szkoły podstawowej mieszkający w Nowym Dworze Prudnickim dostają obowiązek wystrojenia kaplicy.

## Religia

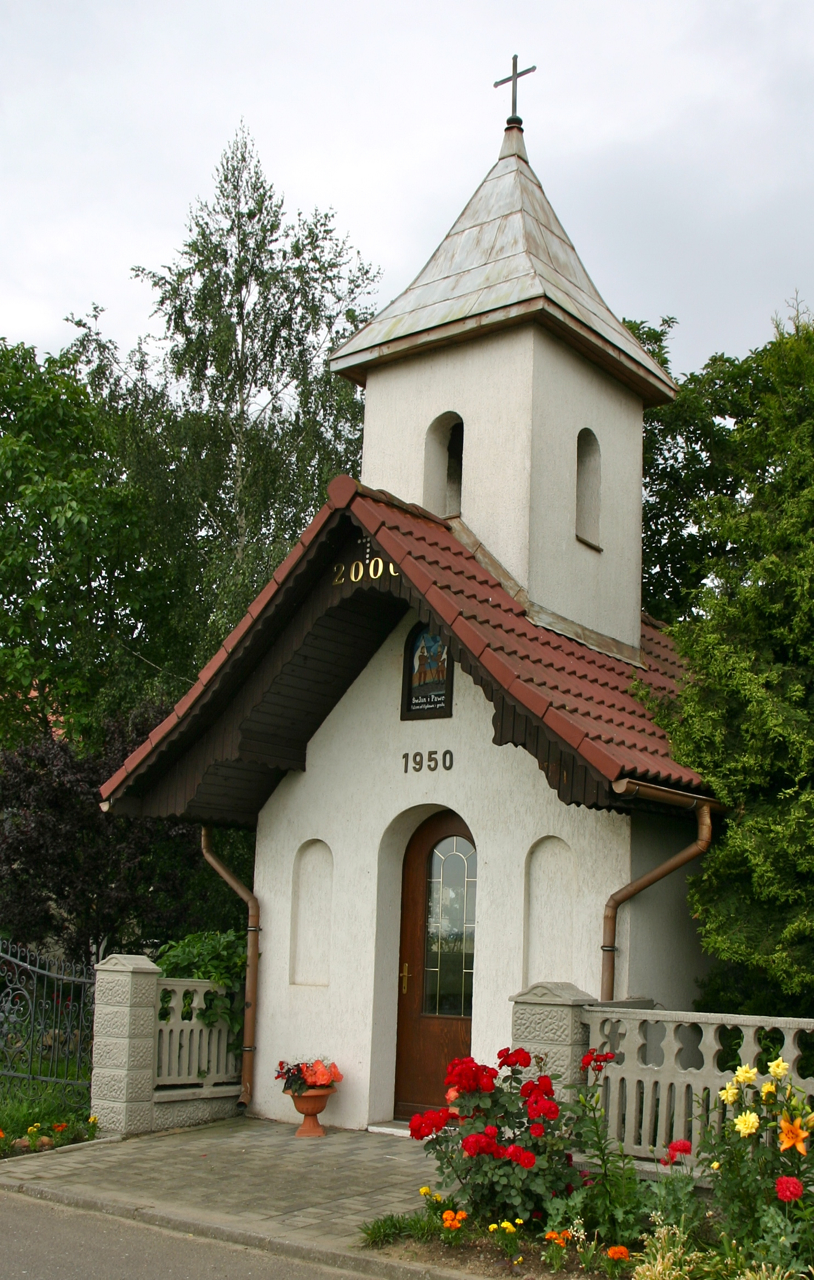
Kaplica

Katolicy z Nowego Dworu Prudnickiego należą do parafii Narodzenia Najświętszej Maryi Panny w Kierpniu (dekanat Głogówek). Przy posesji numer 27 znajduje się kaplica św. Jana i Pawła męczenników, wzniesiona w 1950, o czym świadczy napis nad wejściem do niej. Wyżej umieszczono obraz z podpisem: „ŚW. JAN I PAWEŁ. PATRONI PRZECIW GRADU I BŁYSKAWIC”. Pomiędzy Rzepczem i Nowym Dworem Prudnickim znajduje się kapliczka z wizerunkiem św. Franciszka. Jest to jedna z kapliczek, które wyznaczały granice pól należących do rodziny Oppersdorffów.

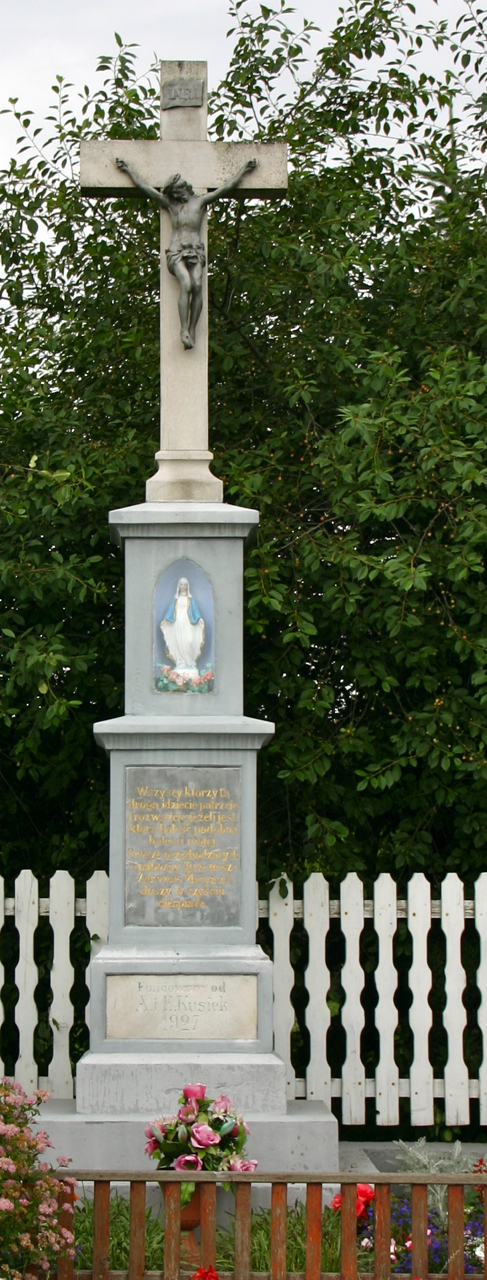
Krzyż przydrożny
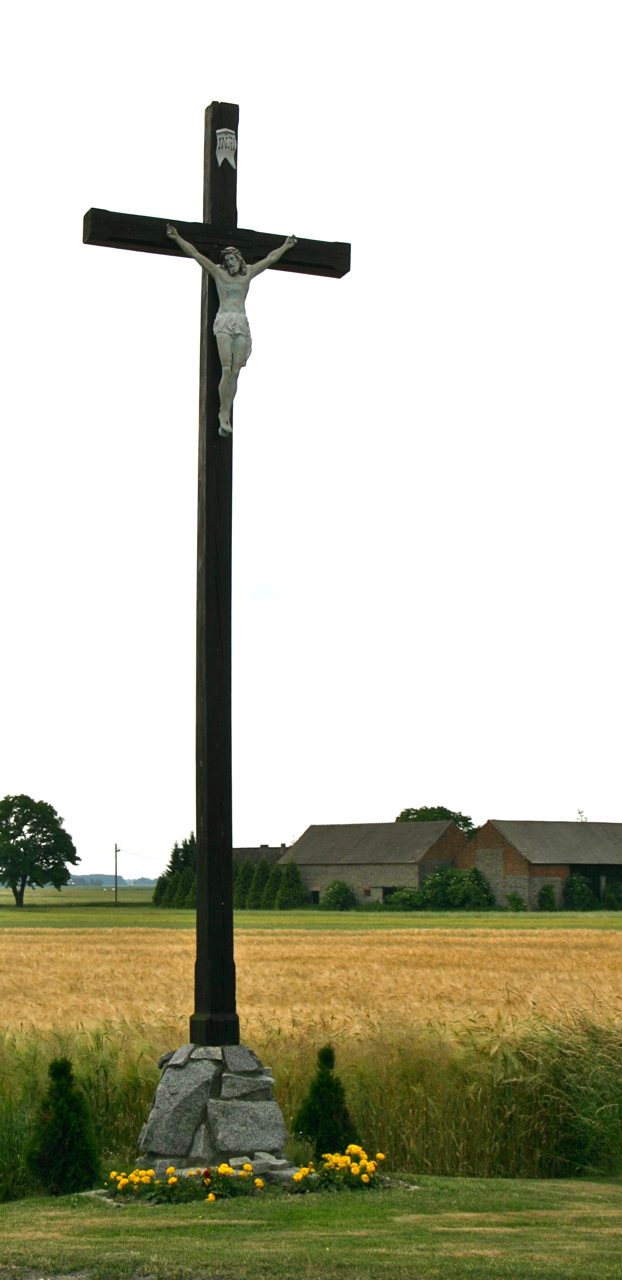
Krzyż przydrożny
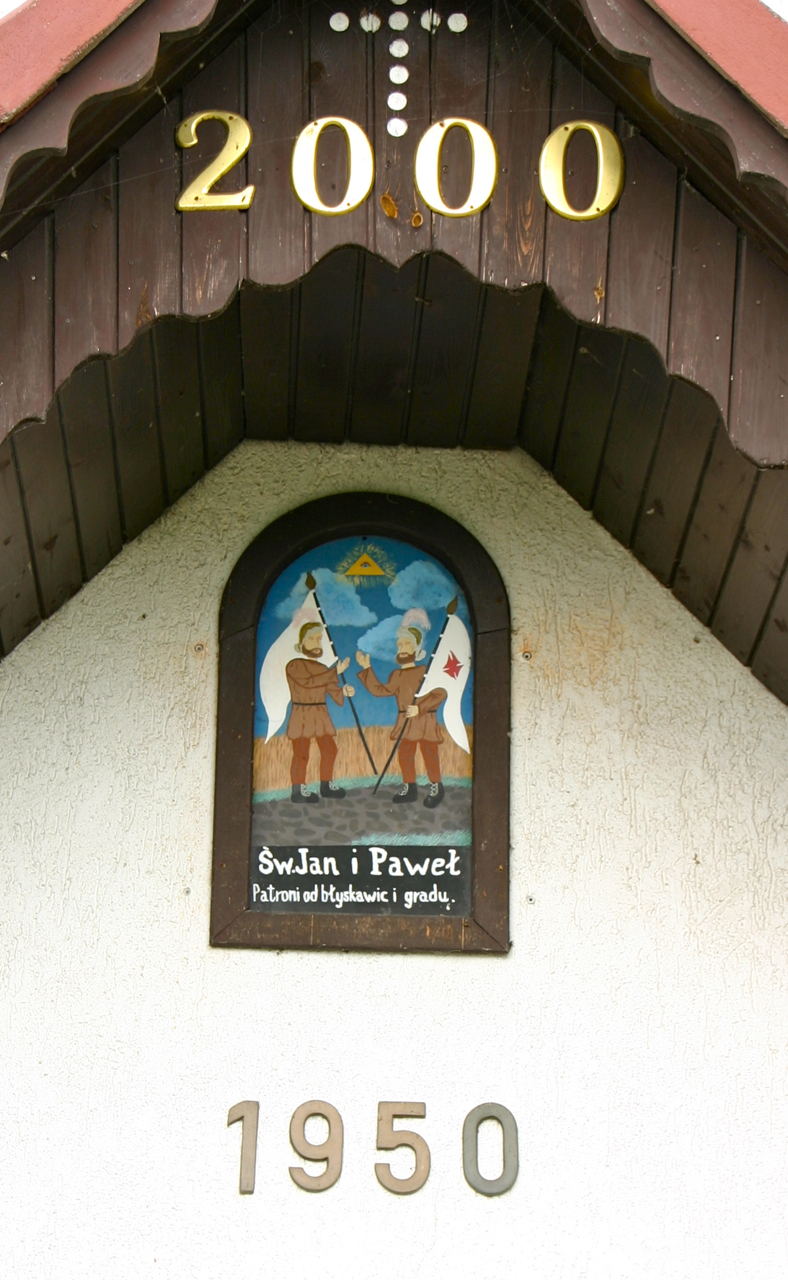
Obraz na kaplicy

## Turystyka
Oddział PTTK „Sudetów Wschodnich” w Prudniku ustanowił turystyczną Odznakę Krajoznawczą Ziemi Prudnickiej, którą zdobywa się poprzez zwiedzenie odpowiedniej liczby obiektów w miejscowościach położonych na ziemi prudnickiej, w tym w Nowym Dworze Prudnickim.
12 lipca 2010, w ramach organizowanego w Prudniku VI Europejskiego Tygodnia Turystyki Rowerowej, w którym wzięli udział rowerzyści z całej Europy, przez Nowy Dwór Prudnicki prowadziła trasa „Szlakiem Pielgrzyma”.

## Bezpieczeństwo
Do 1998 bezpieczeństwo pożarowe w Nowym Dworze Prudnickim było nadzorowane przez Komendę Rejonową PSP w Prudniku.
Miejscowość jest pod opieką dzielnicowego rejonu służbowego nr 6 Komendy Powiatowej Policji w Krapkowicach.
Teren wsi, jak i całej gminy Krapkowice, położony jest w strefie nadgranicznej w związku z czym Straż Graniczna dysponuje, na tym obszarze, specjalnymi kompetencjami w zakresie bezpieczeństwa. Gminę Krapkowice obejmuje zasięgiem służbowym placówka Straży Granicznej w Opolu ze Śląskiego Oddziału SG.